# 政治改革に関する特別委員会
政治改革に関する特別委員会（せいじかいかくにかんするとくべついいんかい）は、2024年4月より日本の衆議院・参議院に設置されている特別委員会。以前にも衆議院・参議院に設置されていた。

## 概要

### 第1期（1991年 - 1994年）
1991年8月（第121回国会）に最初に設置された。同回国会では、衆議院は委員を50人とした。参議院は「選挙制度に関する特別委員会」を改組し、委員を40人とした。設置目的は、政治改革に関する調査のためであった。同委員会では、政治改革関連の4法案の成立など日本の当面の政治改革課題について議論を行った。
その後、衆議院では「政治改革に関する調査特別委員会」と改称し、第126回国会（1993年）、第127回国会（1993年）、第128回国会（1993年 - 1994年）、第129回国会（1994年）、第130回国会（1994年）、第131回国会（1994年）で設置された。
参議院では「政治改革に関する特別委員会」の名称を継続し、第126回国会、第128回国会、第129回国会、第130回国会、第131回国会でも設置された。

### 第2期（2024年 - ）
政治資金パーティー収入の裏金問題を受けて、2024年4月（第213回国会）に衆参両院で設置された。衆議院は「政治倫理の確立及び公職選挙法改正に関する特別委員会」を改組し、委員数を5人増やした40人とした。参議院は「政治倫理の確立及び選挙制度に関する特別委員会」を改組し、委員数は変わらず35人。

## 規定
委員の選任は、すべて両院それぞれの議長の指名によって行われる（衆議院規則37条・参議院規則30条1項）。委員長は、委員の互選（国会法45条）で選任されると定められているが、投票によらないで動議によって選出されることがほとんどである。委員長の選挙は年長者が主催することになっている（衆議院規則101条）。

## 衆議院

### 組織
衆議院の委員数は40人である。委員長1名、理事8名が選出または指名される。
政治改革に関する特別委員会
2025年（令和7年）5月21日現在
- 政治改革に関する特別委員長
  - 渡辺周（立憲民主党・無所属）

- 理事
  - 齋藤健、長谷川淳二（自由民主党・無所属の会）
  - 落合貴之、後藤祐一、桜井周（立憲民主党・無所属）
  - 池下卓（日本維新の会）
  - 長友慎治（国民民主党・無所属クラブ）

- 委員
  - 石田真敏、井出庸生、国光文乃、小林茂樹、坂本竜太郎、塩崎彰久、島田智明、中曽根康隆、平口洋、広瀬建、福田かおる、向山淳、山本大地（自由民主党・無所属の会）
  - 今井雅人、江田憲司、鎌田さゆり、黒岩宇洋、源馬謙太郎、篠原孝、手塚仁雄、馬淵澄夫、矢崎堅太郎（立憲民主党・無所属）
  - 青柳仁士、斎藤アレックス（日本維新の会）
  - 福田玄、森洋介（国民民主党・無所属クラブ）
  - 中川康洋、山口良治（公明党）
  - 高井崇志（れいわ新選組）
  - 塩川鉄也（日本共産党）
  - 福島伸享（有志の会）

## 参議院

### 組織
参議院の委員数は35人である。委員長1名、理事7名が選出または指名される。
政治改革に関する特別委員会
2025年（令和7年）6月7日現在　

## 所管国務大臣
委員会が審査又は調査を行うときは、政府に対する委員の質疑は、国務大臣又は内閣官房副長官、副大臣若しくは大臣政務官（かつては政務官）、政府参考人に対して行う（衆議院規則45条の2・3、参議院規則42条の2・3）。どの国務大臣等に対して出席を求めるかは、各議院の委員会において、委員長及び理事の協議で決定される。
現在、政治改革に関する特別委員会において出席を求められる主な国務大臣は、総務大臣となっている。
また、1994年時、政治改革担当大臣（兼自治大臣、国家公安委員会委員長）の石井一（新生党）が本特別委員会の担当大臣であった。細川内閣で政治改革担当大臣が置かれる前は自治大臣が担当大臣であった。